# 亞里斯多德彗星
亞里斯多德彗星，也稱為西元前371年大彗星，被認為可能是源自掠過太陽的克魯茲族的一顆彗星。
亞里斯多德觀測了這顆大彗星，埃福羅斯（英語：Ephorus），和卡利斯提尼（英語：Callisthenes）也觀測了這顆彗星。埃福羅斯報告說它分裂成兩塊，一個較大的碎片，和另一個較小的碎片。較大的碎片被認為可能是1106年已經返回的X/1106 C1。不僅從地球可以看到，還據說它在夜間投下的光影可與滿月相媲美。

## 觀察
據報導，這顆彗星有一顆長而明亮，呈紅色的尾巴，以及一顆比夜空中的任何恆星都亮的核。
亞里斯多德在《天象論》第一卷中寫道：
這顆大彗星出現在阿哈伊亞專區地震和潮汐的時候，在西方升起... 這顆大彗星... 出現在西方晴朗霜凍天氣的冬季，在阿斯泰烏斯的執政官職位上：在第一天晚上，因為它在太陽落山之前就已經消失了，它是看不見的，但在第二天就看見它了，是在太陽後面的最小距離，可以看到它，但很快就落下去。它的光芒以一條巨大的帶狀延伸到天空的三分之一，因此被視為道路。它上升到獵戶座的腰帶一樣高，然後消失了。
西西里的狄奧多羅斯（英語：Diodorus Siculus）引用了一個已經失傳的來源，他寫道： 
在許多個夜晚，人們在天空中看到一個巨大的、熊熊燃燒的火炬，它的形狀被命名為燃燒的光束...這把火炬是如此的光采奪目...它的光芒如此強大，以至於它在地球上投下了類似於月球投射的光影。

## 對預言的影響
狄奧多羅斯寫道，這顆彗星被一些人認為預言了斯巴達人，並描述了關於其性質的辯論。
在他們的任期內，斯巴達在希臘將近五百年，一個神聖的預兆預言了他們帝國的喪失... 不久之後，出乎所有人意料的是，斯巴達人在大戰中被擊敗，無可挽回地失去了他們的霸主地位。一些研究自然的人將火炬的起源歸因於自然原因，他們認為這種幻影在指定的時間發生是必然的，而且在這些事情上，迦勒底在巴比倫和其他占星家成功地做出了準確的預言。他們說，當這種現象發生時，這些人並不感到驚訝，但相反的如果它沒有發生，因為每個特定的星座都有自己獨特的週期，並且他們通過指定路線的漫長運動來完成這些週期。

## 日期爭議
這顆彗星有時被稱為發生在西元前 373-372 年，而不是西元前 372-371 年。 塞內卡後來寫道，目擊這顆彗星時恰逢布里斯和 赫里克的沉陷，因此建議日期為西元前 373-372年。
在那場大火中，有許多值得注意的事情，但僅此而已的是，當它在天空中閃現時，海水立即覆蓋了布里斯和赫里克。
大多數消息來源稱它發生在西元前 372-371 年。戈蘭·亨里克森（英語：Göran Henriksson）寫道：
狄奧多羅斯文字中的內容可以通過兩種獨立的管道準確地追溯到西元前372/371年。第一次奧林匹克運動會是在西元前776年的夏至之後慶祝的，這使西元前372年成為第102次奧林匹克運動會，從巴黎紀事上的銘文可以看出，阿爾西色尼的大公侯可以追溯到同一年。亞里斯多德對文字的年代測定有些複雜。他首先將這顆大彗星的年代確定為「大約在阿哈伊亞專區發生地震的時候」，但後來他更具體地說，它出現在「阿斯泰烏斯的執政官」，根據狄奧多魯的說法，他是阿哈伊亞專區地震那一年的執政官，巴黎紀事的大理石堂銘文可以固定到西元前373/372年。亞里斯多德對這顆彗星的年代測定似乎是近似的，但太古宙地震的年代測定是準確的。

## 其它彗星的來源

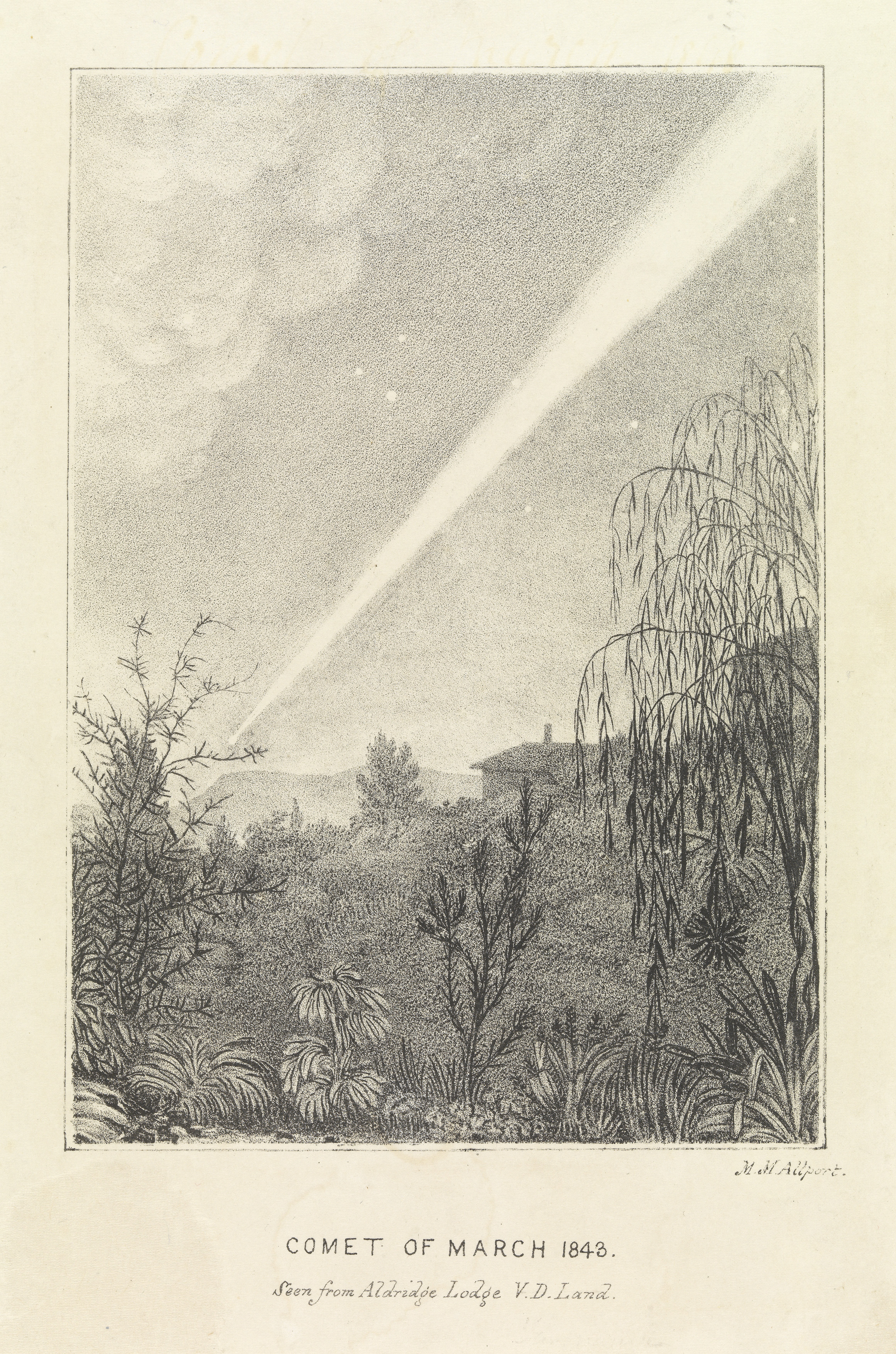
1843年大彗星是克魯茲族彗星。

海因里希·克魯茲（英語：Heinrich Kreutz）是德國天文學家，他聲稱，幾顆掠日彗星的軌道是相關的，很可能是在幾百年前一顆大型掠日彗星碎裂時產生的。該群現在被稱為克魯茲族彗星，並產生了一些有史以來最亮的彗星，包括X/1106 C1和池谷-關彗星。這顆彗星可能是整個彗星群的祖先。如果它是所有克魯茲族彗星的來源，那麼它一定有一個直徑至少120公里的核。
天文學家戈蘭·亨里克森推測這顆彗星是恩克彗星，然而這沒有被廣泛地接受。

## 塞內卡反對埃福羅斯的論點
基於古希臘認為彗星是天體來源的信念，塞內卡對埃福羅斯的報告提出了質疑。
他斷言，這顆大彗星在上升時擊沉了布里斯和赫里克，自從它在軌道上引發重大時刻的問題以來，全世界都在仔細觀察它，它分裂成了兩顆星；但除了他之外，沒有人記錄這顆彗星的分裂。我想知道，誰能觀察到彗星分裂並一分為二的那一刻？如果有人看到它一分為二，為什麼沒有人看到它最初是由兩者形成的？為什麼埃福羅斯不加上被打碎的兩顆星的名字，因為它們一定是五顆行星中的一部分？

## 進階讀物
- Marsden B. G. (1989), The Sungrazing Comets Revisited, Asteroids, comets, meteors III, Proceedings of meeting (AMC 89), Uppsala: Universitet, 1990, eds C. I. Lagerkvist, H. Rickman, B. A. Lindblad., p. 393
- Lee, Sugeun; Yi, Yu; Kim, Yong Ha; Brandt, John C. . Journal of Astronomy and Space Sciences. 2007, 24 (3): 227–234. Bibcode:2007JASS...24..227L. doi:10.5140/JASS.2007.24.3.227 .

## 外部連結
- Sungrazer project website 的存檔，存档日期2015-05-25.
- SEDS Kreutz group page
- Meteorology, translated by E. W. Webster (Alternate at mit.edu （页面存档备份，存于）)